# Heliodor (escultor)
Heliodor (en llatí Heliodoros, en grec antic Ἡλιόδωρος) fou un escultor grec autor d'estàtues en bronze i marbre, esmentat per Plini el Vell entre els artistes que van fer "athletas et armatos et venatores sacrificantesque". Va fer un grup escultòric en marbre representant a Pan i a Olimp lluitant, que es trobava al Pòrtic d'Octàvia a Roma, del que Plini en diu: "alterum in terris symplegma nobile".